# The Great
The Great è una serie televisiva statunitense liberamente basata sull'ascesa come imperatrice di Caterina II di Russia.
Nel luglio del 2020 Hulu ha rinnovato la serie per una seconda stagione, distribuita negli Stati Uniti dal 19 novembre 2021. A gennaio del 2022 viene rinnovata ufficialmente per una terza stagione. Ad agosto del 2023 la serie viene cancellata dopo tre stagioni.

## Trama
Quando la giovane Caterina di Anhalt-Zerbst arriva alla corte di Russia per sposare Pietro III tutte le sue aspettative vengono amaramente deluse: il suo nuovo Paese non è illuminato e moderno quanto quello che ha lasciato e il marito è un uomo rozzo e crudele. Sfinita dalle umiliazioni, Caterina decide di suicidarsi, ma il suo piano cambia quando la serva Marial le dice che in Russia se l'imperatore muore è la moglie ad ereditare il regno. Caterina allora comincia a cercare sostenitori per uccidere il marito e governare la Russia.

## Episodi
| Stagione         | Episodi | Pubblicazione USA | Pubblicazione Italia |
| ---------------- | ------- | ----------------- | -------------------- |
| Prima stagione   | 10      | 2020              | 2020                 |
| Seconda stagione | 10      | 2021              | 2021-2022            |
| Terza stagione   | 10      | 2023              | 2023                 |

## Produzione

### Sviluppo
La serie è basata su un'opera teatrale dello stesso Tony McNamara, portata al debutto a Sydney nel 2008. Dopo diversi tentativi di portare il proprio testo sul grande schermo, nell'agosto del 2018 McNamara firmò un contratto con Hulu per un adattamento televisivo della commedia. Nel novembre dello stesso anno fu annunciato che Matt Shakman avrebbe diretto il primo episodio e nel febbraio del 2019 Hulu commissionò il resto della stagione.
Dopo tre stagioni la serie è stata cancellata.

### Casting
Insieme all'annuncio del pilot fu confermata la presenza nel cast di Elle Fanning e Nicholas Hoult nei ruoli dei due protagonisti. Nel novembre del 2018 si unirono al cast Phoebe Fox, Sacha Dhawan, Charity Wakefield e Gwilym Lee. Sebastian De Souza, Adam Godley e Douglas Hodge si sono uniti al cast nel gennaio del 2020, mentre nel 2021 Gillian Anderson si è unita al cast della seconda stagione nel ruolo di Giovanna di Holstein-Gottorp.

### Riprese
Le riprese principale sono state realizzata a York a partire dal novembre del 2018, con riprese aggiuntive svoltesi nel Leicestershire, nel Lincolnshire e Hever. Le scene all'interno del palazzo imperiale sono state filmate ad Hatfield House, al Castello di Belvoir e alla Reggia di Caserta.
Le riprese per la seconda stagione sono state effettuate tra il 4 novembre del 2020 e il 17 luglio del 2021.

## Accoglienza
Sull'aggregatore Rotten Tomatoes, la prima stagione ha un indice di gradimento dell'88% sulla base di 83 recensioni, con un punteggio medio di 7,51 su 10. Su Metacritic ha un punteggio medio ponderato di 74 su 100 basato su 33 recensioni, indicando «recensioni generalmente favorevoli».

## Riconoscimenti
- Golden Globe
  - 2021[18]
    - Candidatura per la miglior serie commedia o musicale
    - Candidatura per il miglior attore in una serie commedia o musicale a Nicholas Hoult
    - Candidatura per la miglior attrice in una serie commedia o musicale a Elle Fanning

  - 2022[19]
    - Candidatura per la miglior serie commedia o musicale
    - Candidatura per il miglior attore in una serie commedia o musicale a Nicholas Hoult
    - Candidatura per la miglior attrice in una serie commedia o musicale a Elle Fanning
- Gotham Independent Film Awards
  - 2020[20]
    - Candidatura alla miglior serie rivelazione - formato lungo
- MTV Movie & TV Awards
  - 2021[21]
    - Candidatura al miglior cattivo a Nicholas Hoult
- Premio Emmy
  - 2020[22]
    - Candidatura per la miglior regia in una serie commedia a Matt Shakman per l'episodio La Grande
    - Candidatura per la miglior sceneggiatura in una serie commedia a Tony McNamara per l'episodio La Grande

  - 2022
    - Candidatura per il miglior attore in una serie commedia a Nicholas Hoult
    - Candidatura per la miglior attrice in una serie commedia a Elle Fanning
- Television Critics Association Awards
  - 2020[23]
    - Candidatura al miglior nuovo programma
    - Candidatura alla miglior interpretazione in una commedia a Elle Fanning
- Satellite Awards
  - 2021
    - Miglior attrice in una serie commedia o musicale a Elle Fanning
    - Candidatura per il miglior attore in una serie commedia o musicale a Nicholas Hoult
- Screen Actors Guild Awards
  - 2021[24]
    - Candidatura per il miglior attore in una serie commedia a Nicholas Hoult
    - Candidatura per il miglior cast in una serie commedia

  - 2022[25]
    - Candidatura per il miglior cast in una serie commedia
    - Candidatura per la migliore attrice in una serie commedia a Elle Fanning